# Safet Sušić
Safet Sušić (n. 13 aprilie 1955) este un fost jucător și antrenor de fotbal bosniac. Sušić a jucat ca mijlocaș și a fost cunoscut pentru driblinguri și tehnica sa, fiind considerat unul dintre cei mai buni jucători ai generației sale. Sušić a jucat pentru Iugoslavia în două Campionate Mondiale FIFA, 1982 și 1990, și la UEFA Euro 1984. A fost antrenorul Bosniei și Herțegovinei la Campionatul Mondial de Fotbal din 2014. 
Sušić a jucat ca mijlocaș ofensiv, de multe ori în rolul de trequartista sau fantasista (playmaker), sau mai rar ca al doilea atacant pentru FK Sarajevo, Paris Saint-Germain și Steaua Roșie Saint-Ouen, jucând pentru fosta Iugoslavie și, mai târziu, pentru naționala din Bosnia și Herțegovina, fiind folosit în finalul carierei ca playmaker. În 2010, France Football l-a vota pe Sušić ca cel mai bun jucător din toate timpurile al lui Paris Saint-Germain și cel mai bun jucător străin din toate timpurile din Ligue  . Ca parte a Premiilor Jubileului UEFA din 2004, Federația de Fotbal a Bosniei și Herțegovinei
l-a ales Sušić ca cel mai bun jucător bosniac din toate timpurile.
După retragere, Sušić a început să lucrez ca antrenor., trecând pe la Cannes, Istanbulspor, Al-Hilal, Konyaspor, Ankaragücü, Çaykur Rizespor, Ankaraspor, Evian și echipa națională a Bosniei și Herțegovinei.
Pe 17 noiembrie 2014, Federația de Fotbal din Bosnia și Herțegovina și Safet Sušić s-au despărțit după rezultatele slabe înregistrate de echipa națională în primele 4 jocuri ale  Calificărilor pentru UEFA Euro 2016.

### Meciuri la echipa națională
| Echipa națională | An    | Meciuri | Goluri |
| ---------------- | ----- | ------- | ------ |
| Iugoslavia       | 1977  | 4       | 5      |
| Iugoslavia       | 1978  | 4       | 0      |
| Iugoslavia       | 1979  | 5       | 6      |
| Iugoslavia       | 1980  | 6       | 3      |
| Iugoslavia       | 1981  | 2       | 0      |
| Iugoslavia       | 1982  | 4       | 0      |
| Iugoslavia       | 1983  | 5       | 3      |
| Iugoslavia       | 1984  | 5       | 2      |
| Iugoslavia       | 1985  | 0       | 0      |
| Iugoslavia       | 1986  | 0       | 0      |
| Iugoslavia       | 1987  | 0       | 0      |
| Iugoslavia       | 1988  | 2       | 1      |
| Iugoslavia       | 1989  | 7       | 0      |
| Iugoslavia       | 1990  | 10      | 1      |
| Total            | Total | 54      | 21     |